# 弹幕
大約從2010年開始，「弹幕」從原本的密集開火意思（英譯：Barrage），逐步轉為“密集字幕”的意思（英譯：Bullet screen）。作为“密集字幕”含义的现代网路用语「弹幕」一詞先在日本興起，後續在中國大陸引用並逐漸變得廣為人知，並引申直播影片字幕產生的效果，包含密集文字顯示或文字效果。
近幾年，弹幕的意思也轉化為另一個新的意思：彈幕互動遊戲（英譯：Bullet screen game），由網路直播和聊天室的聊天文字轉為特殊視覺效果的彈幕互動遊戲
- 弹幕（文字類）是指直播影片字幕產生的效果，包含文字顯示或文字轉為的效果，例如：视频弹幕和彈幕互動遊戲。

- 弹幕（遊戲類）是指一群網友在實況頻道的聊天室輸入遊戲指令來控制直播中的遊戲

- 弹幕（子彈類）「Bullet Hell」本是軍事用語也代表一種戰術，其中就是密集開火，例如：彈幕射擊遊戲。

## 歷史上的彈幕發展（子彈射擊）
1980年：彈幕射擊遊戲與大型遊戲機台蓬勃發展。
1990年：雷電_(遊戲)遊戲推出，為捲軸射擊遊戲。
1997年：怒首領蜂遊戲發售，為彈幕射擊遊戲的代表作品。

## 歷史上的彈幕發展（視頻文字）（遊戲類）
2014年：Twitch_Plays_Pokémon 遊戲實驗。
2014年：视频弹幕彈幕演唱會引爆了彈幕文化。
2016年：中國大陸開始流行彈幕文化，逐漸成為網絡娛樂的一部分。
2020年：中國成都市推出了第一款彈幕互動遊戲 『雲蹦迪 』 。
2023年：彈幕互動遊戲中國抖音和抖音#TikTok（抖音海外版）取得成功，也推出了不同遊戲類型，包含紅藍對抗、3D遊戲等，並與多個大型直播平台展開多元合作。
2023年：彈幕互動遊戲其影響力擴散至亞洲各國及全球各大直播平台。